# Robert Gascoyne-Cecil (3. markiz Salisbury)
Robert Arthur Talbot Gascoyne-Cecil (ur. 3 lutego 1830 w Hatfield, zm. 22 sierpnia 1903 tamże) – brytyjski polityk, wielokrotny minister spraw zagranicznych i premier Wielkiej Brytanii w latach 1885–1886, 1886–1892 i 1895–1902. W czasie trzeciej kadencji Salisbury’ego trwała II wojna burska i zmarła królowa Wiktoria. Zastąpił Benjamina Disraelego jako przywódca konserwatystów.

## Życiorys

### Dzieciństwo i młodość
Lord Robert Cecil był drugim synem Jamesa Gascoyne-Cecila, 2. markiza Salisbury, i Frances Mary Gascoyne, córki Bambera Gascoyne’a. Robert miał starszego brata, Jamesa, wicehrabiego Cranborne. W latach 1840–1845 pobierał nauki w Eton College. W latach 1847–1849 studiował w Christ Church na Uniwersytecie w Oksfordzie. Uzyskał tam honorowe odznaczenie czwartej klasy za osiągnięcia w matematyce. W 1848 r. został sekretarzem Oxford Union, a w 1849 r. skarbnikiem stowarzyszenia. W latach 1851–1853 przebywał w Australii. Po powrocie do Wielkiej Brytanii w 1853 r. został członkiem elitarnego stowarzyszenia All Souls College. W tym samym roku został wybrany do Izby Gmin z ramienia Partii Konserwatywnej jako reprezentant okręgu Stamford.

### Początki kariery politycznej
Swoją pierwszą mowę w parlamencie wygłosił 7 kwietnia 1854 r. podczas drugiego czytania projektu ustawy o Uniwersytecie w Oksfordzie. Był przeciwny wojnie krymskiej i w 1855 r. głosował za wotum nieufności wobec rządu Aberdeena. Następnie poparł gabinet Palmerstona, ale w 1857 r. znalazł się grupie deputowanych, którzy chcieli obalić rząd za jego zaangażowanie w sprawy chińskie. Podczas rządów liberałów w latach 1859–1866 należał do najaktywniejszych deputowanych opozycji. Pisał również na tematy polityczne do gazet. W 1865 r. zmarł jego starszy brat i Robert, teraz z tytułem wicehrabiego Cranborne, został dziedzicem tytułu markiza Salisbury.
Wybory powszechne 1866 r. wygrali konserwatyści i Cranborne objął tekę ministra ds. Indii w trzecim rządzie Derby’ego. 6 lipca tegoż roku wszedł w skład Tajnej Rady. Przez 9 miesięcy Cranborne należał do najaktywniejszych członków gabinetu. W 1867 r. sprzeciwił się projektowi reformy wyborczej przedstawionemu przez kanclerza skarbu Disraeliego i wystąpił z rządu. Spór na tle tego projektu doprowadził do podziałów w łonie konserwatystów i upadku rządu Derby’ego (1868 r.). Nowym premierem został Disraeli, który doprowadził do uchwalenia ustawy. Cranborne nie wszedł w skład jego gabinetu, który przetrwał do końca 1868 r., kiedy w wyborach powszechnych zwyciężyli liberałowie, a premierem został William Ewart Gladstone. W tym samym roku zmarł ojciec Roberta, który teraz, jako 3. markiz Salisbury, zasiadł w Izbie Lordów.
Będąc w opozycji Salisbury był gorącym krytykiem działań liberalnego rządu. Na forum Izby Lordów krytykował każdy projekt ustawy przedstawiony przez rząd. W latach 1868–1871 był również prezesem Great Eastern Railway, a od 1869 r. kanclerzem Uniwersytetu Oksfordzkiego. W 1874 r. liberałowie przegrali wybory i Disraeli stanął na czele swojego drugiego gabinetu. Salisbury ponownie objął w nim resort indyjski, co było pewną niespodzianką, gdyż relacje ministra z premierem były dość chłodne. Uległy one jednak znacznej poprawie w następnych latach. Jako minister ds. Indii Salisbury musiał przeciwdziałać klęsce głodu w Bengalu oraz rosyjskiej infiltracji w Afganistanie. W grudniu 1876 r. Salisbury był brytyjskim delegatem na kongres mocarstw w Stambule, na którym miano decydować w kwestii bułgarskiej. Zadaniem Salisbury’ego było zachowanie jedności państwa tureckiego i zagwarantowanie jak największych swobód chrześcijanom. Wysunięta przez markiza propozycja powołania specjalnej komisji ds. reorganizacji zarządu nad Bułgarią została przez Turków odrzucona. W styczniu 1877 r. Salisbury opuścił Stambuł. W kwietniu wybuchła wojna rosyjsko-turecka, która zakończyła się klęską Imperium Osmańskiego. Zaniepokojone wzrostem rosyjskiej potęgi pozostałe mocarstwa doprowadziły w 1878 r. do zwołania kongresu w Berlinie.
Tymczasem do dymisji podał się minister spraw zagranicznych lord Derby. 1 kwietnia 1878 r. jego miejsce zajął Salisbury. Markiz od dawna wykazywał zainteresowanie polityką zagraniczną. Pisał na ten temat liczne artykuły do „Quarterly Review” (jeden z nich dotyczył powstania styczniowego). Przemawiając w 1865 r. w Stamford powiedział, że brytyjska polityka zagraniczna powinna polegać na odegraniu naszej roli z honorem. Na kongresie berlińskim Salisbury doprowadził do zawarcia „honorowego pokoju”, na mocy którego Wielka Brytania otrzymała Cypr. Za swoje zasługi został odznaczony Orderem Podwiązki.
W 1880 r. konserwatyści przegrali wybory i Gladstone po raz drugi stanął na czele liberalnego rządu. Disraeli, kreowany w 1876 r. hrabią Beaconsfield, przeżył porażkę swojej partii tylko o rok. Po jego śmierci w 1881 r. nowym liderem konserwatystów w Izbie Lordów został lord Salisbury. W owym czasie partie polityczne posiadały własnych liderów w obu izbach, więc o faktyczne przewodnictwo nad partią Salisbury musiał walczyć z liderem konserwatystów w Izbie Gmin, Staffordem Northcotem. Z tego starcia Salisbury wyszedł zwycięsko. W 1885 r. krytykowani za swoją politykę wewnętrzną i zagraniczną liberałowie przegrali wybory i 23 czerwca 1885 r. lord Salisbury stanął na czele rządu Jej Królewskiej Mości.

### Premier Wielkiej Brytanii
Konserwatyści nie uzyskali jednak większości głosów w Izbie Gmin i Salisbury stanął na czele rządu mniejszościowego. Od razu musiał stanowić czoła konfliktowi wśród konserwatywnych deputowanych w Izbie Gmin, gdzie ambitny i popularny lord Randolph Churchill ogłosił, że nie będzie służył pod Northcotem jako przewodniczącym Izby. Salisbury stanął po stronie Churchilla i Northcote musiał zadowolić się tytułem hrabiego Iddesleigh i urzędem pierwszego lorda skarbu. Salisbury objął również resort spraw zagranicznych, co było pierwszym takim przypadkiem w historii Wielkiej Brytanii. Salisbury’emu udało się zabezpieczyć brytyjskie Indie przed zakusami Rosji (zawarcie traktatu, na mocy którego Rosjanie wycofali się z Afganistanu) i Francji (aneksja Birmy). Brytyjczycy poparli również secesję Bułgarii od Turcji. Politykę wewnętrzną zdominowała natomiast kwestia Home Rule w Irlandii, popieranej przez liberałów, krytykowanej przez konserwatystów. Salisbury uznał, że na czele mniejszościowego rządu wiele nie zdziała i 27 stycznia 1886 r. podał rząd do dymisji.

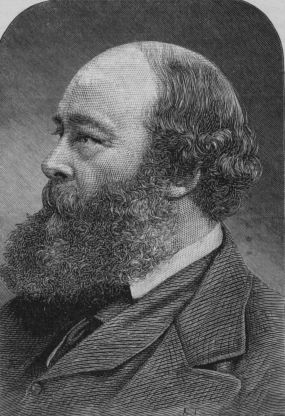
Lord Salisbury

Premierem ponownie został Gladstone, który rozpoczął procedurę uchwalania ustawy o irlandzkim Home Rule. Ustawa napotkała jednak na opór w szeregach liberałów. Kilku liberalnych deputowanych założyło Partię Liberalno-Unionistyczną i głosowało przeciwko ustawie. Gabinet Gladstone’a rychło utracił poparcie w Izbie Gmin i upadł w lipcu 1886 r. 26 lipca premierem ponownie został Salisbury, którego wspierali zarówno konserwatyści, jak i liberalni unioniści. Drugi rząd Salisbury’ego przetrwał do 1892 r. W tym czasie Brytyjczycy rozpoczęli kolonizację Rodezji oraz obszarów nad Zatoką Gwinejską, co wywołało konflikt z Francją.
W kwestiach wewnętrznych podjęto próbę reformy Izby Lordów, przedstawiając w 1888 r. projekt wprowadzenia do Izby 50 parów dożywotnich kreowanych spośród sędziów, oficerów armii i floty, urzędników, dyplomatów oraz byłych gubernatorów kolonii. Ustawa została uchwalona w drugim czytaniu, ale wkrótce zrezygnowano z jej wykonania. W 1887 r. uchwalono Crimes Act, a w 1891 r. Free Education Act. W 1889 r. Salisbury powołał radę hrabstwa Londynu. W tymże roku uchwalono Naval Defence Act, na mocy którego przeznaczono na flotę 20 milionów funtów w przeciągu 4 lat.

#### Trzecia kadencja
Konserwatyści przegrali wybory w 1892 r. i do władzy powrócili dopiero w 1895 r. Salisbury po raz trzeci został premierem i był nim do 1902 r. Ponownie objął kierownictwo nad Foreign Office. W tym czasie Wielka Brytania znalazła się na krawędzi wojny z czterema innymi wielkimi mocarstwami, ale w każdym z tych przypadków do wojny ostatecznie nie doszło. Najpierw był konflikt ze Stanami Zjednoczonymi, który wybuchł w 1885 r. w związku ze sporem granicznym między Wenezuelą a brytyjską Gujaną. Brytyjczycy odrzucili propozycję mediacji, co prezydent USA Cleveland uznał za naruszenie doktryny Monroego. Kryzys nasilił się po wybuchu wojny amerykańsko-hiszpańskiej. Ostatecznie jednak zaangażowanie Wielkiej Brytanii w spory z innymi mocarstwami pozwoliło Amerykanom przeforsować swoją wizję granicy gujańsko-wenezuelskiej.
Konflikt z Rosją o podział wpływów w Chinach rozwiązano na drodze pokojowej, przyznając Rosji kontrolę nad Mandżurią. Poważniejszy był konflikt z Francją, który wybuchł w 1898 r., kiedy Francuzi dotarli do Faszody nad Nilem, co Brytyjczycy uznali za naruszenie swojej strefy wpływów i zagrozili wojną. Francuzi ostatecznie wycofali się z Faszody. Konflikt z Niemcami był związany z II wojną burską, która wybuchła w 1899 r. Niemcy udzieliły oficjalnego poparcia Burom. Do wojny brytyjsko-niemieckiej ostatecznie nie doszło, a II wojna burska zakończyła się w 1902 r. wchłonięciem burskich republik przez brytyjską Afrykę Południową.
Mniej ważne wydarzenia zaszły w polityce wewnętrznej. Salisbury bezskutecznie usiłował rozwiązać problem irlandzki, ale nie zdecydował się na wprowadzenie Home Rule na Szmaragdowej Wyspie. Po wyborach powszechnych 1900 r. konserwatywna większość w Izbie Gmin została wzmocniona. Salisbury został wówczas Lordem Tajnej Pieczęci. Resort spraw zagranicznych objął lord Lansdowne, jednak pod specjalnym nadzorem Salisbury’ego, i to premierowi można przypisać podpisanie w 1902 r. traktatu brytyjsko-japońskiego. W 1901 r. zmarła królowa Wiktoria. Po zakończeniu wojny burskiej 11 lipca 1902 r. schorowany markiz zrezygnował ze stanowiska premiera. Zastąpił go jego siostrzeniec, Arthur Balfour.

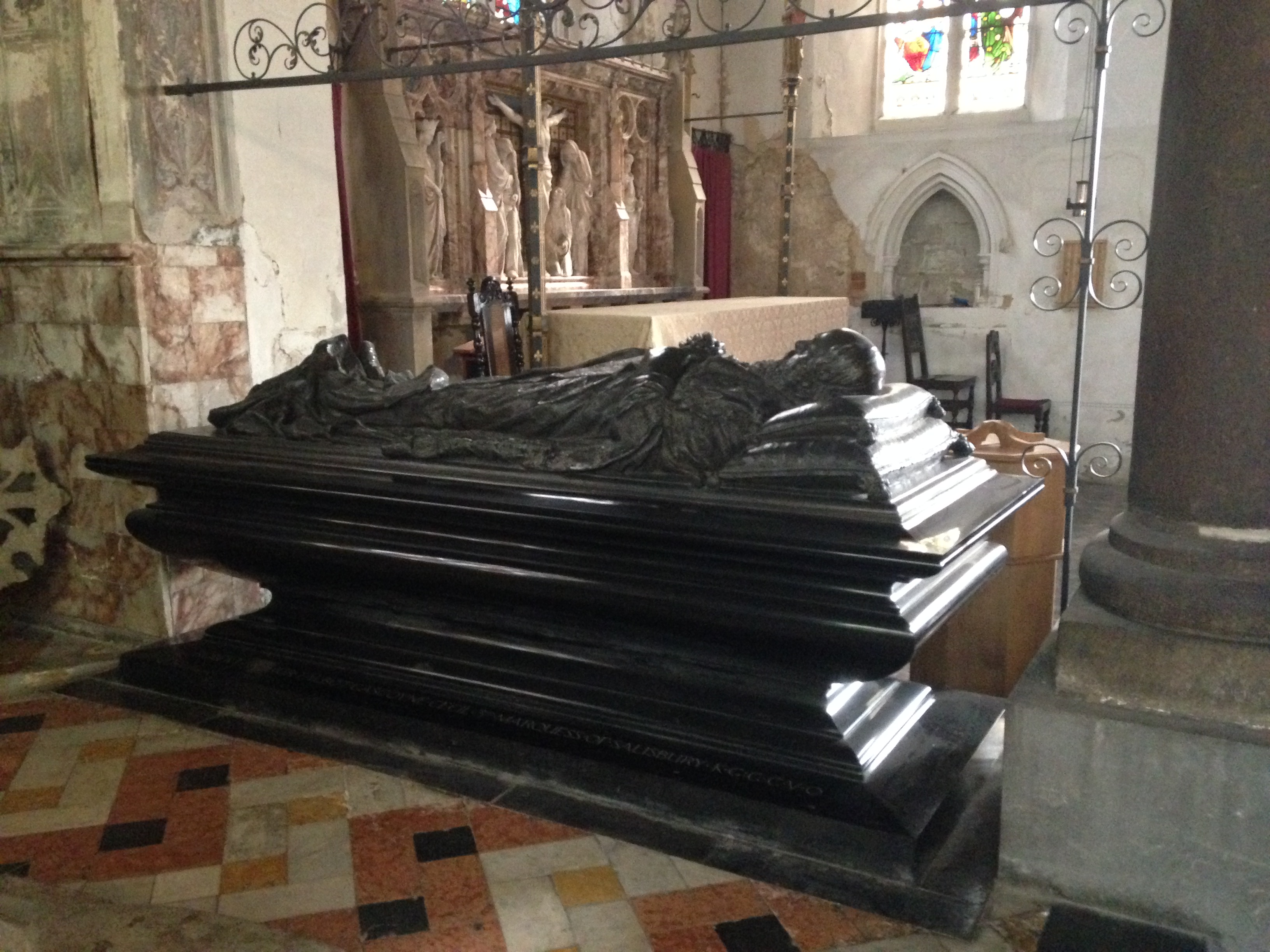
Grób Roberta Gascoyne-Cecila

Salisbury do końca życia pozostał markizem, chociaż królowa Wiktoria dwukrotnie, w 1886 i 1892 r., proponowała mu tytuł książęcy. Były premier zmarł w 1903 r. Był ostatnim premierem brytyjskim, który sprawował swój urząd jako członek Izby Lordów. Pozostawił po sobie majątek warty 310 336 funtów szterlingów.

## Życie prywatne
11 lipca 1857 r. poślubił wbrew woli ojca Georginę Alderson (1827 – 20 listopada 1889), córkę sir Edwarda Halla Andersona. Robert i Georgina tworzyli zgodne małżeństwo. Doczekali się razem pięciu synów i trzech córek:
- Beatrix Maud Gascoyne-Cecil (zm. 27 kwietnia 1950), żona Williama Palmera, 2. hrabiego Selborne, miała dzieci
- Gwendolen Gascoyne-Cecil (zm, 28 września 1945), autorka biografii swojego ojca
- Fanny Georgina Mildred Gascoyne-Cecil (zm. 24 kwietnia 1867), zmarła w młodym wieku
- James Edward Hubert Gascoyne-Cecil (23 października 1861 – 4 kwietnia 1947), 4. markiz Salisbury
- Rupert Ernest William Gascoyne-Cecil (9 marca 1863 – 23 czerwca 1936)
- Edgar Algernon Robert Gascoyne-Cecil (14 września 1864 – 24 listopada 1958), 1. wicehrabia Cecil of Chelwood
- Edward Herbert Gascoyne-Cecil (12 lipca 1867 – 13 grudnia 1918)
- Hugh Richard Heathcote Gascoyne-Cecil (14 października 1869 – 10 grudnia 1956), 1. baron Quickswood

## Rząd Salisbury’ego

### Pierwszy gabinet, lipiec 1885 – luty 1886
- premier Wielkiej Brytanii, minister spraw zagranicznych, przewodniczący Izby Lordów: Robert Gascoyne-Cecil, 3. markiz Salisbury
- pierwszy lord skarbu: Stafford Northcote, 1. hrabia Iddesleigh
- lord kanclerz: Hardinge Giffard, 1. baron Halsbury
- lord przewodniczący Rady: Gathorne Hardy, 1. wicehrabia Cranbrook
- lord tajnej pieczęci: Dudley Ryder, 3. hrabia Harrowby
- minister spraw wewnętrznych: Richard Cross
- minister kolonii: Frederick Stanley
- minister wojny: William Henry Smith
- minister ds. Indii: lord Randolph Churchill
- pierwszy lord Admiralicji: George Hamilton
- kanclerz skarbu, przewodniczący Izby Gmin: Michael Hicks-Beach
- przewodniczący Zarządu Handlu: Charles Gordon-Lennox, 6. książę Richmond
- poczmistrz generalny: lord John Manners
- Lord namiestnik Irlandii: Henry Herbert, 4. hrabia Carnarvon
- lord kanclerz Irlandii: Edward Gibson, 1. baron Ashbourne
- wiceprzewodniczący Rady Edukacji: Edward Stanhope

Zmiany
- sierpień 1885 – książę Richmond zostaje ministrem ds. Szkocji, Edward Stanhope zastępuje go na stanowisku przewodniczącego Zarządu Handlu, następcy Stanhope’a na stanowisku wiceprzewodniczącego Rady Edukacji nie wchodzą w skład gabinetu
- styczeń 1886 – urząd lorda namiestnika Irlandii staje się urzędem komisyjnym, William Henry Smith zostaje głównym sekretarzem Irlandii, lord Cranbrook zastępuje go na stanowisku ministra wojny, pozostaje on jednocześnie Lordem Przewodniczącym Rady

### Drugi gabinet, sierpień 1886 – sierpień 1892
- premier Wielkiej Brytanii, pierwszy lord skarbu, przewodniczący Izby Lordów: Robert Gascoyne-Cecil, 3. markiz Salisbury
- lord kanclerz: Hardinge Giffard, 1. baron Halsbury
- lord przewodniczący Rady: Gathorne Hardy, 1. wicehrabia Cranbrook
- lord tajnej pieczęci: George Cadogan, 5. hrabia Cadogan
- minister spraw wewnętrznych: Henry Matthews
- minister spraw zagranicznych: Stafford Northcote, 1. hrabia Iddesleigh
- minister kolonii: Edward Stanhope
- minister wojny: William Henry Smith
- minister ds. Indii: Richard Cross, 1. wicehrabia Cross
- pierwszy lord Admiralicji: George Hamilton
- kanclerz skarbu, przewodniczący Izby Gmin: lord Randolph Churchill
- przewodniczący Zarządu Handlu: Frederick Stanley, 1. baron Stanley of Preston
- kanclerz Księstwa Lancaster: lord John Manners
- główny sekretarz Irlandii: Michael Hicks-Beach
- minister ds. Szkocji: Arthur Balfour

Zmiany
- styczeń 1887 – reorganizacja gabinetu: lord Salisbury zostaje dodatkowo ministrem spraw zagranicznych, stanowisko pierwszego lorda skarbu przejmuje William Henry Smith, który zostaje również przewodniczącym Izby Gmin, Henry Holland zastępuje Edwarda Stanhope’a na stanowisku ministra ds. kolonii, Stanhope zostaje w miejsce Smitha ministrem wojny, George Goschen zastępuje lorda Randolpha Churchilla na stanowisku kanclerza skarbu, Arthur Balfour zastępuje Michaela Hicks-Beacha na stanowisku Głównego Sekretarza Irlandii, Hicks-Beach pozostaje w gabinecie jako minister bez teki, Charles Ritchie wchodzi w skład gabinetu jako przewodniczący Rady Samorządu Lokalnego
- luty 1888 – Michael Hicks-Beach zastępuje lorda Stanley of Preston na stanowisku przewodniczącego Zarządu Handlu
- 1889 – Henry Chaplin wchodzi w skład gabinetu jako przewodniczący Rady Rolnictwa
- październik 1891 – Arthur Balfour zastępuje zmarłego Williama Henry’ego Smitha na stanowiskach pierwszego lorda skarbu i przewodniczącego Izby Gmin, jego następcą na stanowisku Głównego Sekretarza Irlandii zostaje William Lawies Jackson

### Trzeci gabinet, czerwiec 1895 – lipiec 1902
- premier Wielkiej Brytanii, minister spraw zagranicznych, przewodniczący Izby Lordów: Robert Gascoyne-Cecil, 3. markiz Salisbury
- pierwszy lord skarbu, przewodniczący Izby Gmin: Arthur Balfour
- lord kanclerz: Hardinge Giffard, 1. baron Halsbury
- lord przewodniczący Rady: Spencer Cavendish, 8. książę Devonshire
- lord tajnej pieczęci: Richard Cross, 1. wicehrabia Cross
- minister spraw wewnętrznych: Matthew Ridley
- minister kolonii: Joseph Chamberlain
- minister wojny: Henry Petty-Fitzmaurice, 5. markiz Lansdowne
- minister ds. Indii: George Hamilton
- pierwszy lord Admiralicji: George Goschen
- kanclerz skarbu: Michael Hicks-Beach
- przewodniczący Zarządu Handlu: Charles Ritchie
- przewodniczący Rady Samorządu Lokalnego: Henry Chaplin
- kanclerz Księstwa Lancaster: Henry James, 1. baron James of Hereford
- pierwszy komisarz ds. prac publicznych: Aretas Akers-Douglas
- Lord namiestnik Irlandii: George Cadogan, 5. hrabia Cadogan
- lord kanclerz Irlandii: Edward Gibson, 1. baron Ashbourne
- minister ds. Szkocji: Alexander Bruce, 6. lord Balfour of Burleigh
- przewodniczący Rady Rolnictwa: Walter Long

Zmiany
- listopad 1900 – reorganizacja gabinetu: lord Salisbury zostaje Lordem Tajnej Pieczęci, Charles Ritchie zastępuje Matthew Ridleya jako minister spraw wewnętrznych, lord Lansdowne zostaje ministrem spraw zagranicznych, St John Brodrick zastępuje go na stanowisku ministra wojny, lord Selborne zastępuje George’a Goschena jako pierwszy lord Admiralicji, Gerald Balfour zostaje przewodniczącym Zarządu Handlu, Walter Long zastępuje Henry’ego Chaplina na stanowisku przewodniczącego Zarządu Lokalnego, Robert Hanbury zastępuje Longa na stanowisku przewodniczącego Rady Rolnictwa

## W popkulturze
W filmie Tarzan: Legenda z 2016 w rolę Salisbury’ego wcielił się Jim Broadbent.